# 背紋魮
背紋魮（学名：Barbus dorsolineatus）為輻鰭魚綱鯉形目鯉科魮屬的其中一個種。該物種主要分布於非洲安哥拉及納米比亞的淡水流域，體長可達7.5公分。

## 扩展阅读
維基物種上的相關：背紋魮